# William Turpin
William Homan Turpin (ur. 28 lipca 1932 w Adelaide, zm. 27 stycznia 2011 w Kapsztadzie) – rodezyjski hokeista na trawie, olimpijczyk.
Uczestnik Letnich Igrzysk Olimpijskich 1964, na których reprezentował Rodezję Południową (późniejsze Zimbabwe) w zawodach hokeja na trawie. Zagrał we wszystkich sześciu spotkaniach fazy grupowej. Były to kolejno mecze przeciwko reprezentacjom: Kenii (0–0), Australii (0–3), Wielkiej Brytanii (1–4), Pakistanu (0–6), Japonii (1–2) i Nowej Zelandii (2–1). W pięciu spotkaniach zagrał jako środkowy pomocnik, jedynie przeciwko Pakistanowi wystąpił na pozycji prawego łącznika (nie zdobył gola). Drużyna Rodezji zajęła 6. miejsce w grupie, a w końcowym zestawieniu 11. pozycję ex aequo z Belgią (na 15 startujących reprezentacji).